# Jistebník
Jistebník – wieś w Czechach, w kraju morawsko-śląskim, w okresie Nowy Jiczyn. Według danych z dnia 1 stycznia 2010 liczyła 1520 mieszkańców. We wsi znajduje się stacja kolejowa Jistebník.